# Pattaya Exhibition and Convention Hall

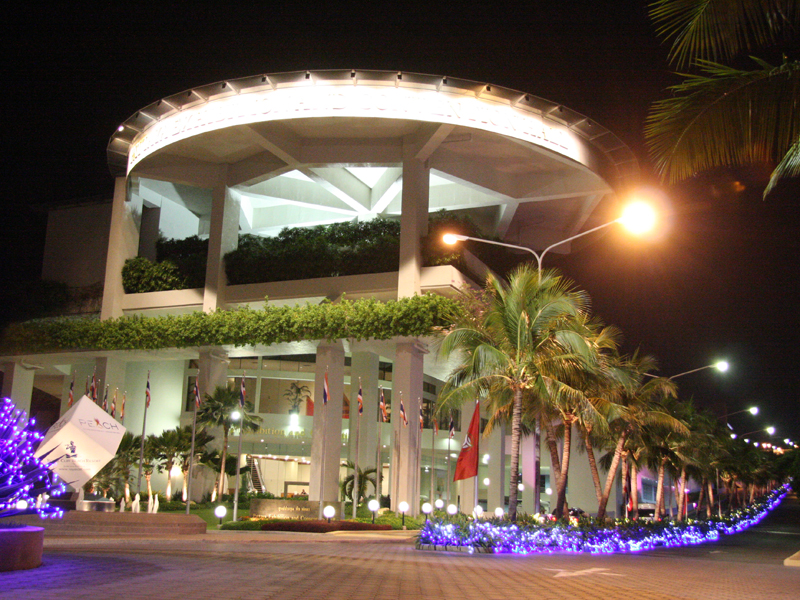
Pattaya Exhibition and Convention Hall

Die Pattaya Exhibition and Convention Hall (PEACH) (Thai: ศูนย์ประชุมพีช) ist ein multifunktioneller Veranstaltungsort in Pattaya in Thailand.

## Geschichte
Das zur Royal Cliff Hotels Group gehörenden PEACH wurde 1998 gebaut. Es ist eines der größten und modernsten Veranstaltungszentren in Thailand.
Seit längerer Zeit war die Royal Cliff Hotels Group Veranstalter einiger der wichtigsten Treffen in der Region wie z. B. 1991 die Kambodschanischen Friedensverhandlungen oder die Entwürfe zur neuen Verfassung Thailands 1997. Der starke Wachstum der Konferenz- und Messe-Industrie in Thailand und dem größer werdenden Interesse in Pattaya als Veranstaltungsort, veranlasste das Resort ein eigenständiges und modernes Veranstaltungszentrum zu bauen. 1999 wurde das „Pattaya Exhibition and Conference Center“ (PEACH) fertiggestellt und am 17. November 1999 offiziell eröffnet.
Anfang 2008 beschloss das Royal Cliff Hotels Group, die Haupthalle des Komplexes auf eine Kapazität von 4,851 m² auf 7,000 m² zu erweitern.

## Anlage
PEACH ist ein sechsstöckiges Gebäude mit 13.813 m² inmitten einer tropischen Umgebung mit Blick auf den Golf von Thailand. Die 6.943 m² große Haupthalle kann in vier Groß- oder in neun Kleinbereiche unterteilt werden. Zusätzlich gibt es 18 Konferenzräume mit unterschiedlichen Kapazitäten von 42 m² bis zu 288 m².

## Veranstaltungen

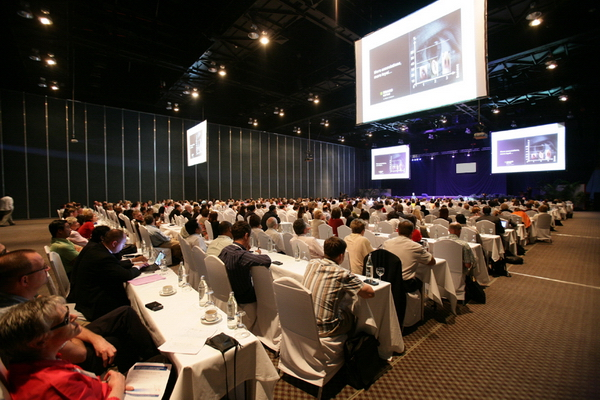
Konferenz in PEACH

- 15th Asian Congress of Cardiology 2004
- 6th General Assembly of Association of Asian Parliaments for Peace (AAPP) 2005[2]
- 55th Annual Conference of Pacific Asia Travel Association (PAC 06) 2006
- 35th World Congress of The International College of Surgeons 2006
- ICCA Congress and Exhibition 2007[3]
- 15th ACA 2007 – 15th Asian Congress of Anesthesiologists 2007
- 1st Global Industry Leaders’ Forum 2008
- Lions Clubs International DGE Seminar 2008
- Toyota Motor (Thailand) 2008
- ASEAN SUMMIT 2009[4]